# Reipertswiller
Reipertswiller település Franciaországban, Bas-Rhin megyében. Lakosainak száma 842 fő (2022. január 1.). Reipertswiller Mouterhouse, Baerenthal, Lichtenberg és Wimmenau községekkel határos.

## Népesség
A település népessége az elmúlt években az alábbi módon változott:
| Lakosok száma | 904  | 886  | 880  | 858  | 854  | 850  | 846  | 844  | 842  |
|               | 2013 | 2015 | 2016 | 2017 | 2018 | 2019 | 2020 | 2021 | 2022 |